# Händel-Gesellschaft
Händel-Gesellschaft, "Händelsällskapet" i Halle, är ett av flera Händelsällskap i Tyskland.
Händel-Gesellschaft gav ut Händels samlade verk mellan 1858 och 1902. Huvudredaktör var Friedrich Chrysander. En tidigare utgåva gavs ut mellan 1787 och 1797 av Samuel Arnold, men den var långt ifrån komplett, bland annat innehöll den bara fem av Händels italienska operor.